# توماس بي. كوكي
توماس بي. كوكي (بالإنجليزية: Thomas B. Cooke)‏ هو محامي وقاضي وسياسي أمريكي، ولد في 21 نوفمبر 1778 في الولايات المتحدة، وتوفي في 20 نوفمبر 1853 في كاتسكيل في الولايات المتحدة. حزبياً، نشط في الحزب الجمهوري الديمقراطي. وقد انتخب عضو جمعية ولاية نيويورك وانتخب عضو مجلس النواب الأمريكي.